# Bangatan, Malmö

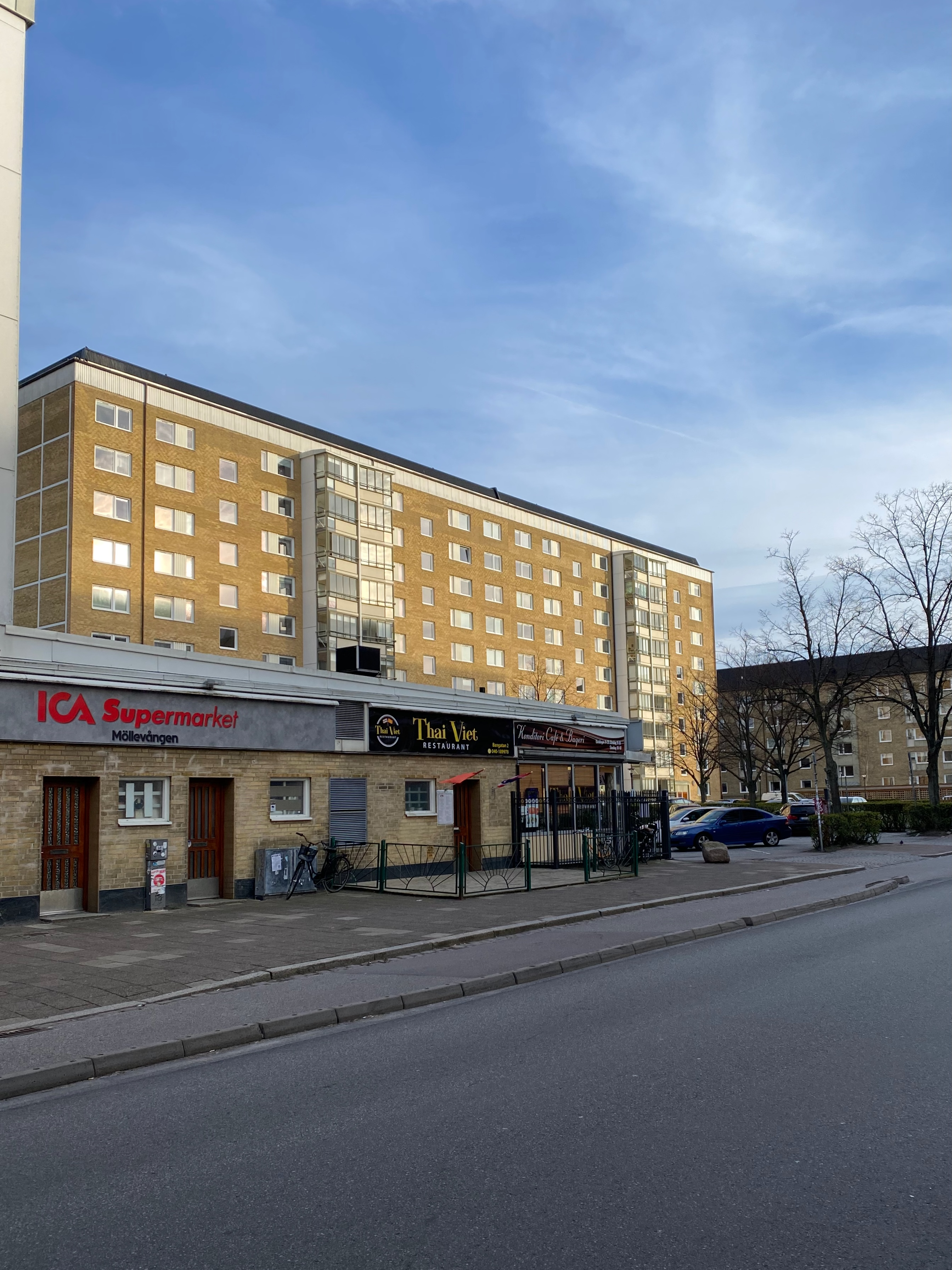
Bangatan

Bangatan är en omkring 250 meter lång gata som sträcker sig mellan Spårvägsgatan och Sofielundsvägen på Möllevången i Malmö.
Bangatan, som namngavs av magistraten 1889, fick sitt namn på grund av att låg vinkelrätt mot dåvarande Malmö–Ystads Järnväg (invigd 1874), vid vilken Södervärns järnvägsstation tillkommit 1886. Bangatan förlängdes mot nordost 1897 från dåvarande Fricksgatan till Sofielundsvägen (samtidigt tillkom den numera helt försvunna tvärgatan Hagagatan). Detta område låg då i stadsdelen Södervärn och överfördes till Möllevången först 1981. Under spårvägsepoken fanns en enkelspårig vändslinga runt kvarteret Gabriel, vilket innebär att spårvägsräls funnits i Bangatans sydligaste del. Under 1960-talet och följande decennier revs samtliga äldre byggnader längs Bangatan och ersattes med ny bebyggelse.